# پرولب
پرولب (به آلمانی: Proleb) یک منطقهٔ مسکونی در اتریش است که در لوبن واقع شده‌است. پرولب ۲۴٫۴۹ کیلومتر مربع مساحت دارد ۵۴۰ متر بالاتر از سطح دریا واقع شده‌است.